# Station Corrèze
Station Corrèze is een spoorweghalte in de Franse gemeente Saint-Priest-de-Gimel. Het station ligt aan de spoorlijn van Tulle naar Meymac. Zij wordt bediend door stoptreinen van de TER Nouvelle-Aquitaine op de verbinding Brive-la-Gaillarde - Ussel. (SNCF).